# Святоюрський процес
«Святоюрський» процес — судовий процес над 39 комуністами, у тому числі над 26 учасниками конференції представників Комуністичної Партії Польщі і Комуністичної Партії Східної Галичини (КПСГ), яка відбувалася конспіративно 30 жовтня 1921 в одному з будинків собору святого Юра у Львові (у приміщенні нар. школи ім. Бориса Грінченка).
Святоюрський процес відбувався з 22 листопада 1922 до 11 січня 1923 року перед лавою суду присяжних (прокуратор — А. Ґюртлер (Guertler), голова трибуналу — К. Ляйдлер (Laidler).
Серед підсудних — 22 українці, 10 євреїв (зокрема, Адольф Лянґер), 6 поляків; головним обвинуваченим був комуністичний посол до польського сейму з Варшави Стефан Круліковський (пізніше НКВД звинуватив його у приналежності до Польської Організації Військової та стратив). Підсудних судили за ст. 58 і 65 австрійського карного кодексу, тобто за державну зраду і за намагання відірвати Східну Галичину і приєднати її до СРСР з допомогою пропаганди комуністичних ідей і підривних протидержавних дій.
Їх захищали 9 адвокатів, між ними Лев Ганкевич, Теодор Дурач і Є. Давидяк. Обвинувачені використали процес для пропаганди комуністичних ідей і прихильностиі до СРСР та радянського ладу. Засуджено 10 осіб, у тому ч. С. Круліковського і О. Крілика-Василькова (по 3 роки ув'язнення).
Стенографічні звідомлення з «С.» п. опубліковані у Львові 1923, п. н. «Proces komunistów we Lwowie (Sprawa Śwętojurska)», перевидані у Варшаві 1958.